# 弗拉基米爾·格羅伊斯曼
弗拉基米爾·鮑里索維奇·格羅伊斯曼（羅馬化：Volodymyr Borysovych Hroisman；1978年1月20日—），烏克蘭的一位政治人物，2016年4月14日至2019年8月29日任乌克兰总理。
2006年3月28日至2014年2月27日期間，他曾經擔任文尼察市長。在2014年11月27日，他作為彼得·波羅申科集團的一員當選國會議員。在第一次阿爾謝尼·亞采紐克政府時期，他曾經擔任烏克蘭副總理，后任烏克蘭第8屆最高拉達的議長。其後亞采尼克辭職，他於2016年當選烏克蘭史上最年輕的總理，他的目標是反貪、立場親歐。2019年4月23日，他退出彼得·波羅申科集團。
格羅伊斯曼是一位猶太人。他已婚並有兩女一兒。